# ماريو أند لويجي: سوبرستار ساجا
ماريو أند لويجي: سوبرستار ساجا (بالإنجليزية: Mario & Luigi: Superstar Saga)‏ هي لعبة فيديو تقمص الأدوار تم تطويرها بواسطة ألفادريم غيمز ونشرتها نينتندو لنظام غيم بوي أدفانس في عام 2003. أعيد إصدارها لفرتشول كونسول الخاص بالوي يو في عام 2014، وأعيد إصدارها لنينتندو 3دي أس ماريو أند لويجي: سوبرستار ساجا + باوزرز مينيون في عام 2017. في اللعبة، قاتل ماريو ولويجي كاكليتا وفاوفل، اللذان سرقوا صوت الأميرة بيتش بعد تبنيهما زي سفير مملكة الفول.
يتحكم اللاعب في ماريو ولويجي في نفس الوقت؛ كونها لعبة تقمص الأدوار، فهي تركز على نظام معركة يختلف عن نظام الألعاب التقليدية من هذا النوع، مع التركيز على التوقيت والهجمات الأكثر تفصيلاً. اللعبة غريبة الأطوار، مع نكات مختلفة داخل اللعبة وإشارات كوميدية إلى تراث سلسلة ماريو. يُعتقد أن اللعبة مستوحاة من بايبر ماريو. تم إنشاء اللعبة بواسطة شيغيرو مياموتو وتيتسو ميزونو وساتورو إواتا، وتم الإعلان عن اللعبة في معرض الترفيه الإلكتروني 2003، وتم إصدارها لاحقًا في نفس العام.
نالت اللعبة استحسان النقاد، حيث أشاد المراجعون بكتابة اللعبة وموضوعها، والنقد والآراء المختلطة حول طريقة اللعب والمنظور التنازلي على التوالي. أدرج النقاد اللعبة ضمن أفضل الألعاب في غيم بوي أدفانس، وتم تصنيفها على أنها اختيار اللاعب. تم إصدار النسخة الجديدة في عام 2017؛ إلى جانب وظائف أميبو والرسومات والموسيقى المحدثة والتحسينات الأخرى، فإنه يتميز أيضًا بقصة جديدة بعنوان «مينيون كويست: ذا سيرج أوف باوزر».

## أسلوب اللعب

نظام المعركة في اللعبة (نسخة غيم بوي أدفانس).

تختلف طريقة لعب ماريو أند لويجي عن معظم ألعاب تقمص الأدوار الأخرى نظرًا لتركيزها على التحكم في ماريو ولويجي في وقت واحد. خلال أقسام العالم السفلي، تتحكم لوحة الاتجاه في حركة ماريو مع متابعة لويجي عن كثب، بينما يتم التحكم في تصرفات ماريو ولويجي الأخرى بشكل فردي باستخدام أزرار A (ماريو) و B (لويجي) على التوالي. تبدأ اللعبة بقدرتهم على القفز بشكل مستقل، على الرغم من أنهم سيحصلون قريبًا على إمكانية الوصول إلى المطارق ومجموعة متنوعة من التقنيات الأخرى مع تقدم اللعبة. على سبيل المثال، يمكن استخدام مطرقة لويجي لسحق ماريو إلى حجم أصغر، مما يسمح للأخير بالوصول إلى فجوات صغيرة، بينما يسمح وضع ماريو على أكتاف لويجي بالتصرف مثل المروحة والتحليق عبر الفجوات الكبيرة. يتجول العديد من الأعداء في العالم الآخر، ويبدأ الاحتكاك مع هؤلاء الأعداء في بدء معركة. يسمح هبوط الضربة على العدو أثناء وجوده في العالم الآخر للاعب بإحداث ضرر استباقي، في حين أن العكس ممكن أيضًا.
تعتمد المعارك في سوبرستار ساجا على تبادل الأدوار. يمكن لماريو ولويجي الهجوم بشكل طبيعي إما عن طريق القفز، والتي يمكن أن تتسبب في ضربات متعددة ولكن عند استخدامها ضد الأعداء المغطاة بالنيران أو المسامير، سيتأذى ماريو أو لويجي، بدلاً من العدو. خيار الهجوم الآخر هو المطرقة، وهي قوية ولكنها غير فعالة ضد الأعداء الطائرة. على غرار عناوين تقمص الأدوار السابقة، مثل سوبر ماريو أر بي جي وسلسلة بايبر ماريو، يمكن للاعبين الضغط على الأزرار لجعل هجماتهم أكثر فاعلية، مثل كسب هجوم القفز الإضافي أو زيادة قوة المطرقة. تم تقديم في هذه السلسلة الطريقة التي يمكن لماريو ولويجي من خلالها الدفاع عن نفسيهما أثناء هجوم العدو. عندما يهاجم العدو، سيكون الأخوان قادرين إما على القفز أو استخدام المطرقة الخاصة بهم والتي، عند توقيتها بنجاح، تسمح لهم بتفادي هجماتهم وحتى إحداث أضرار مضادة (على سبيل المثال: إذا قفزوا فوق غومبا المشحون). طوال اللعبة، يمكن للاعبين فتح هجمات الأخوين، والتي تستخدم نقاط هجمة الأخوين (BP) التي تتطلب من اللاعبين التعاون بين إجراءات ماريو ولويجي لتنفيذ هجمات مركبة قوية. يمكن للاعبين أيضًا استخدام عناصر مثل الفطر للشفاء والفلفل لتعزيز الإحصائيات وفطر 1UP لإحياء الأخوان الذين سقطوا. هزيمة الأعداء تكسب نقاط الخبرة التي تساعد الإخوة على رفع المستوى وزيادة إحصائياتهم، مع إعطاء اللاعبين خيار زيادة الإحصائيات. من سمة واحدة في كل مرة يرتقي فيها المستوى. يمكن للاعبين تحسين إحصائياتهم بشكل أكبر من خلال تجهيز معدات جديدة للإخوان أو جعلهم يرتدون شارات تمنحهم سمات خاصة.
مثل عناوين ماريو الأخرى للعبة غيم بوي أدفانس، تتميز سوبرستار ساجا بإصدار جديد محسّن من لعبة ماريو برذرز للآركيد، والتي تم استخدامها في أربعة ألعاب سوبر ماريو أدفانس. تدعم اللعبة أيضًا وظيفة الدمدمة عند استخدامها مع ملحق غيم بوي بلاير من غيم كيوب.

## الملخص

### الإعداد والشخصيات
تدور أحداث اللعبة إلى حد كبير في مملكة الفول، وهي دولة مجاورة للإعداد المعتاد لسلسلة ماريو لمملكة الفطر، يسكنها بشكل أساسي شعب بينيش هوهوليغانز. شخصيات اللاعب هي الأخوين ماريو ولويجي، الذين يسافرون إلى مملكة الفول لإعادة صوت بيتش، أميرة مملكة الفطر، بعد أن سرقتها الساحرة بينيش كاكليتا وأتباعها فاوفل. ومن بين الشخصيات الأخرى، الملكة بين والأمير بيزلي من مملكة الفول، اللذان ساعدا ماريو ولويجي. واللص بوبل، الذي يتقاطع معهم طوال اللعبة.

### الحبكة
تبدأ اللعبة مع كاكليتا وفاوفل، متنكرين في زي سفراء مملكة بينبين، وزيارة قلعة الأميرة بيتش في مملكة الفطر لسرقة صوتها، واستبدالها بالمتفجرات التي تسقط من بالون الكلام الخاص بها عندما تتحدث. يتم استدعاء ماريو ولويجي إلى القلعة، ومقابلة باوزر، التي كانت تنوي اختطاف بيتش، لكنها قررت ضدها بسبب خطابها المتفجر. يتعاون الثلاثة لاسترداد صوت بيتش، ويطيروا إلى مملكة بينبين على متن المنطاد باوزر. في منتصف الرحلة، يهاجمهم فاوفل، وينفصل باوزر عن ماريو ولويجي بعد هبوط تحطم على حدود مملكة بينبين. يسافر ماريو ولويجي عبر مملكة الفول سيرًا على الأقدام، ويقابلان بيزلي وينقذهما من تعويذة ألقاها كاكليتا.
يتم دعوتهم إلى قلعة مملكة بينبين، حيث تخدعهم كاكليتا - متنكراً في هيئة المستشار الملكي ليدي ليما - لمساعدتها في سرقة بينستار، وهو عنصر صوفي يمنحه أي رغبة عند إيقاظه بصوت نبيل وجميل. متخلفة عن كاكليتا إلى جامعة ووهوو، يجدونها تعرض بينستار للصوت المسروق، مما تسبب في هياجها. ماريو ولويجي يقاتلان كاكليتا، مما أسفر عن إصابتها؛ يستخدم فاوفل خوذته المجهزة بالمكنسة الكهربائية لاستعادة روحها لإنقاذها. قام ماريو ولويجي بتحديد موقع بينستار مرة أخرى، والذي يحاول بوبل سرقته مع باوزر الذي يعاني من فقدان الذاكرة؛ عندما يتعرض لصوت بيتش مرة أخرى، ينطلق في السماء وينفجر منتشرًا في جميع أنحاء المملكة. تصل بيتش إلى مملكة بينبين، ويعلم ماريو ولويجي أن بيردو قد تم استخدامه كخدعة سياسية أثناء زيارة كاكليتا؛ لأن صوت بيردو كان هو الصوت الذي سُر، أصبح بينستار هائجًا.
يجد فاوفل باوزر، أضعف من انفجار بينستار، ويضع روح كاكليتا بداخله؛ كأنها تسيطر على الجسد، وتحمل اسم باوليتا. تخطف بيتش وتطلب بينستار كفدية؛ يجمع ماريو ولويجي القطع ويلتقيان بها لإجراء التبادل. يرفض باوليتا إعادة بيتش، لذلك يتنكر لويجي في صورة بيتش ليؤخذ مكانها، ويتمكن من استعادة بينستار، وبعد ذلك يستخدم باوليتا قلعة باوزر الطائرة لمهاجمة مملكة بينبين. يدخل ماريو ولويجي القلعة ويطردان روحها من جسد باوزر. قام بيزلي بتفجير القلعة الطائرة، وعاد ماريو ولويجي وبيتش وباوزر إلى مملكة الفطر.

## التطوير والتسويق
يقال إن اللعبة، التي طورتها ألفادريم غيمز، مستوحاة من لعبة بايبر ماريو من نينتندو 64؛ تتمتع اللعبتان برسومات وطريقة لعب متشابهة. منتجو اللعبة هم شيغيرو مياموتو، مبتكر سلسلة ماريو، وتيتسو ميزونو، وساتورو إواتا رئيس نينتندو. تم تقديم التمثيل الصوتي لماريو ولويجي في اللعبة من قبل تشارلز مارتينيت، المعروف بتقديم صوت الشخصيات في سلسلة ماريو الخاص بنينتندو. قام بتأليف موسيقى اللعبة يوكو شيمومورا، الذي قام أيضًا بتأليف الموسيقى التصويرية لسوبر ماريو أر بي جي.
تم الكشف عن سوبرستار ساجا في E3 2003 تحت اسم ماريو أند لويجي، حيث كان هناك عرض تجريبي للعبة متاح. في أغسطس وسبتمبر 2003، كان العرض التوضيحي للعب متاحًا أيضًا في المعرض الأوروبي لتجارة الكمبيوتر، ومؤتمر الألعاب، وقمة نينتندو غيمرز. للارتباط بالموضوعات الكوميدية للعبة، نظمت نينتندو مسابقة رسمية بين أكتوبر ونوفمبر 2003 حيث سيحاول المتسابقون تقديم أفضل نكتة تدق للفوز بغيم بوي أدفانس أس بي ونسخة من اللعبة. وظفت نينتندو الفنانة الكوميدية كاثي جريفين لاختيار الفائز.

## التقييم
| نتائج المراجعة نشرة نقاط 3 دي أس غيم بوي أدفانس كمبيوتر آند فيديو غيمز غ/م 8/10 دستركتويد 7.5/10 غ/م إدج 8/10 غ/م إلكترونك غيمينغ مونثلي 8.83/10 يورو غيمر غ/م 9/10 فاميتسو 32/40 37/40 جي 4 غ/م غيم إنفورمر غ/م 9.5/10 غيم برو غ/م 4/5 غيم سبوت 8/10 9.2/10 غيم سباي غ/م 8.5/10 غيمز تي إم غ/م 9/10 غيم زون غ/م 9.4/10 آي جي إن غ/م 9/10 مجلة إن جي سي غ/م 94/100 نينتندو لايف نينتندو باور غ/م 4.7/5 نينتندو ورلد ريبورت 9/10 9.5/10 مجلة بلاي غ/م -A بوكيت غيمر غ/م بوليغون 8/10 غ/م مجموع النقاط ميتاكريتيك 81/100 90/100 |            |                |
| نتائج المراجعة |            |                |
| نشرة | نقاط       | نقاط           |
| نشرة | 3 دي أس    | غيم بوي أدفانس |
| كمبيوتر آند فيديو غيمز | غ/م        | 8/10           |
| دستركتويد | 7.5/10     | غ/م            |
| إدج | 8/10       | غ/م            |
| إلكترونك غيمينغ مونثلي | 4/5 stars  | 8.83/10        |
| يورو غيمر | غ/م        | 9/10           |
| فاميتسو | 32/40      | 37/40          |
| جي 4 | غ/م        | 5/5 stars      |
| غيم إنفورمر | غ/م        | 9.5/10         |
| غيم برو | غ/م        | 4/5            |
| غيم سبوت | 8/10       | 9.2/10         |
| غيم سباي | غ/م        | 8.5/10         |
| غيمز تي إم | غ/م        | 9/10           |
| غيم زون | غ/م        | 9.4/10         |
| آي جي إن | غ/م        | 9/10           |
| مجلة إن جي سي | غ/م        | 94/100         |
| نينتندو لايف | 9/10 stars | 9/10 stars     |
| نينتندو باور | غ/م        | 4.7/5          |
| نينتندو ورلد ريبورت | 9/10       | 9.5/10         |
| مجلة بلاي | غ/م        | -A             |
| بوكيت غيمر | غ/م        | 4.5/5 stars    |
| بوليغون | 8/10       | غ/م            |
| مجموع النقاط |            |                |
| ميتاكريتيك | 81/100     | 90/100         |

تلقت اللعبة «إشادة عالمية»، وفقًا لمجمع المراجعة ميتاكريتيك. أشاد النقاد بحوار اللعبة الكوميدي وموضوعاتها على وجه الخصوص. علق توم برامويل من يورو غيمر قائلاً: «يتم التعامل مع كل سطر من الحوار والحجاب المميز بحس فكاهي محب.» على الرغم من ذلك، وصف أندرو لونج، لاعب آر بي جي، الحبكة بأنها متكررة، وشخصيات اللعبة «ضحلة قليلاً». بينما أعرب النقاد أيضًا عن تقديرهم للإشارات إلى تراث سلسلة ماريو، أشادوا باللعبة لتجنب الكليشيهات الشائعة في الألعاب السابقة لسلسلة ماريو.
حظيت طريقة اللعب باستقبال مختلط. استمتع النقاد بنظام معركة اللعبة، والذي انحرف عن تقاليد لعب الأدوار. علق كريج هاريس من آي جي إن قائلاً: «على عكس معظم ألعاب تقمص الأدوار اليابانية، تتضمن معركتها اللاعب في جميع الأوقات». على الرغم من هذا النهج الجديد في المواقف القتالية، اعتقد بعض المراجعين أن طريقة اللعب الشاملة تفتقر إلى الابتكار. انتقدت غيم سباي اللعبة على وجه الخصوص لافتقارها الواضح إلى الأصالة، وعلقت على أنه «من حيث طريقة اللعب، ليس هناك الكثير مما لم نشهده في نينتندو إنترتينمنت سيستم وسوبر نينتندو إنترتينمنت سيستم.» أصيب المراجعون بخيبة أمل بسبب النقص الملحوظ في الصعوبة في طريقة اللعب نتيجة استهداف جمهور أصغر سنًا. انتقدت إدج ومنشورات الألعاب الأخرى عناصر التحكم لكونها مربكة في بعض الأحيان عند التفكير في استخدام القفز والمطارق والتركيبات الأخرى بين الشخصيتين.
أحد الشواغل الشائعة بين المراجعين هو المنظور العلوي، والذي تحسر عليه النقاد لمنعهم من الحكم على مسارات المسار وموقع الكائن فيما يتعلق بخلفيته. إلى جانب ذلك، تم استقبال العناصر المرئية الفعلية بشكل عام بشكل جيد، بالإضافة إلى الإعداد والرسوم المتحركة. تم الثناء على الصوت لجمعه بين كل من الأصالة والحنين إلى الماضي، على الرغم من تكرارها بشكل متكرر.
اختارت غيم سبوت سوبرستار ساجا كأفضل لعبة غيم بوي أدفانس في نوفمبر 2003. في عام 2006، تم تصنيف سوبرستار ساجا على أنها أفضل لعبة رقم 37 على نظام نينتندو في قائمة أفضل 200 لعبة في نينتندو باور. في نفس العام، أصبحت اللعبة جزءًا من تسمية اختيار اللاعب. في عام 2007، تم تصنيف اللعبة على أنها ثاني عشر أفضل لعبة غيم بوي أدفانس على الإطلاق في ميزة آي جي إن التي تعكس العمر الطويل لغيم بوي أدفانس. في الولايات المتحدة وحدها، باعت سوبرستار ساجا 1,000,000 نسخة وحصلت على 30,000,000 دولار بحلول أغسطس 2006. خلال الفترة بين يناير 2000 وأغسطس 2006، كانت اللعبة الرابعة عشرة الأكثر مبيعًا التي تم إطلاقها لغيم بوي أدفانس أو نينتندو دي أس أو بلاي ستيشن بورتبل في ذلك البلد. اعتبارًا من عام 2007، باعت سوبرستار ساجا أكثر من 441000 وحدة في اليابان و 1460.000 وحدة في الولايات المتحدة.

## إعادة الإصدار
ماريو أند لويجي: سوبرستار ساجا + باوزرز مينيون (بالإنجليزية: Mario & Luigi: Superstar Saga + Bowser's Minions)‏ خلال نينتندو تريهاوس: بث مباشر على الويب في معرض الترفيه الإلكتروني 2017، أعلن عن نسخة جديدة من سوبرستار ساجا لنينتندو 3دي أس. تتميز النسخة الجديدة برسومات محدثة، مع الحفاظ على استخدام العفاريت، ولكن مع تأثيرات إضاءة إضافية تشبه دريم تيم وبايبر جام، بالإضافة إلى موسيقى تصويرية معاد تصميمها وتحسينات مختلفة لجودة الحياة تم تقديمها في الإدخالات اللاحقة من السلسلة، مثل مثل القدرة على حفظ اللعبة في أي وقت، وتسريع المشاهد إلى الأمام، من بين أمور أخرى. ويضيف أيضًا قصة إضافية، مينيون كويست: ذا سيرج أوف باوزر، الذي يتبع الكابتن غومبا ويتميز بنظام معركة إستراتيجية في الوقت الفعلي. تتميز اللعبة أيضًا بوظيفة أميبو المرتبطة بشخصيات Boo الحالية وشخصيات غومبا وكوبا تروبا الجديدة. تم إصدار اللعبة في أكتوبر 2017.

## وصلات خارجية
- ماريو أند لويجي: سوبرستار ساجا على موقع IMDb (الإنجليزية)

- ماريو أند لويجي: سوبرستار ساجا على موقع غيم سبوت (الإنجليزية)